# Litz
Litz é uma comuna francesa na região administrativa de Altos da França, no departamento de Oise. Estende-se por uma área de 9,76 km². Em 2010 a comuna tinha 365 habitantes (densidade: 37,4 hab./km²).